# Была без радости любовь
«Была без радости любовь» (Судьбы ужасным приговором твоя любовь для ней была) (1916) — немой художественный фильм Александра Аркатова. Фильм вышел на экраны 27 февраля 1916 года. Фильм не сохранился.

## Критика
- В. Вишневский охарактеризовал фильм как «любовную драму с банальным сюжетом и интересной актёрской игрой».[1]
- В журнале «Проектор» о фильме сказано: «оставляет благоприятное впечатление довольно интересным сюжетом, дружным ансамблем исполнения, хорошей постановкой. Менее правдоподобен финал ,в нём слишком много натянутости».[2]